# Ancien hôpital Saint-Marcoul
L' hôpital Saint-Marcoul est un ancien hôpital situé à Reims, en France.

## Localisation
L'hôpital se situait entre la rue Brûlée et la rue Chanzy (Reims).

## Fonctions
Hôpital depuis le XVIe siècle, il fut remanié au XIXe siècle. Fondu dans l'Hôpital de Reims, qui en 1799 réunissait l'ensemble des institutions de la ville sous une unique administration. Après les dégâts de la Grande Guerre, la reconstruction le morcelait entre un portail à l'Hôtel Le Vergeur, une salle municipale d'exposition et l'école primaire de l'institution Notre-Dame et la Maîtrise de la cathédrale.

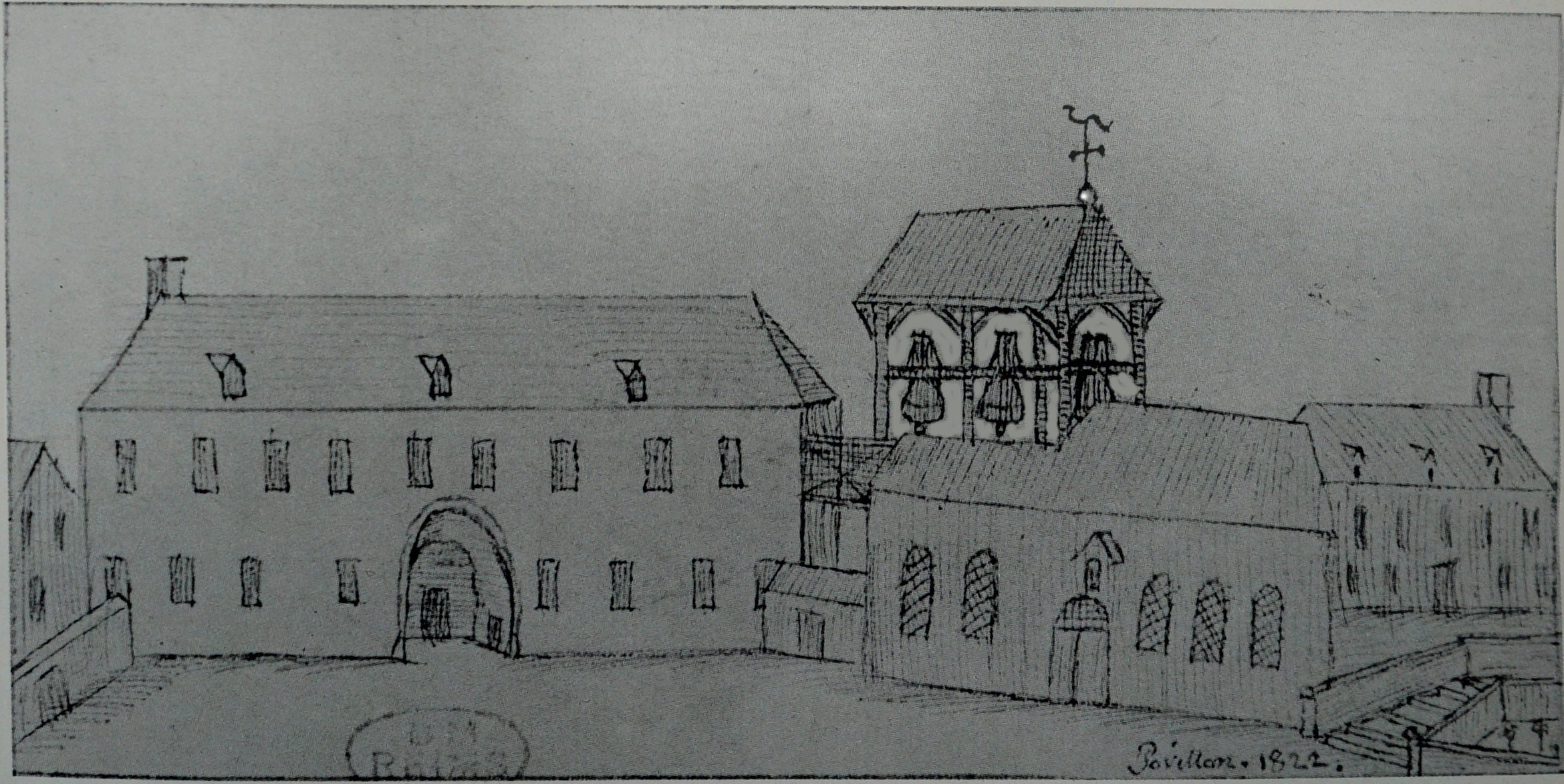
La seconde cour et l'ancienne chapelle par Povillon-Piérard.

## Historique
En 1646, une maison est mise à la disposition de Marguerite Rousselet rue du Bourg-Saint-Denis. Elle s'occupait des scrofuleux et eut le soutien de Mme Colbert de Magneux et de Léonor d'Estampes de Valençay. C'est ce dernier qui lui donne le nom de Marcoul le 31 août 1647. En 1651, l'abbé de Saint-Denis de Reims, cède les bâtiments du couvent des béguines de Sainte-Agnès, elles avaient encore ceux de Clairmarais. Les sœurs pouvaient rester rue du bourg Saint-Denis et y officiaient encore. Le chapitre de Saint-Denis confirme en 1655 et le conseil de la ville en 1684. La maison enclavée en indivision des Drusson fut échangée contre une rente à vie. En décembre 1692, la cardinal donne un règlement à l'institution, particulièrement l'administration se fait à parts égales entre des laïques et des religieux qui avaient droit à l'élection de la supérieure et les officières.

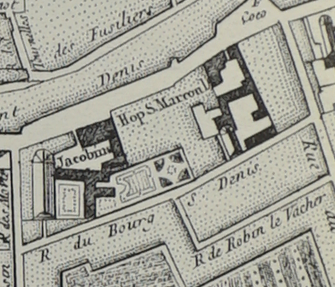
Au XVIIIe sur la droite,
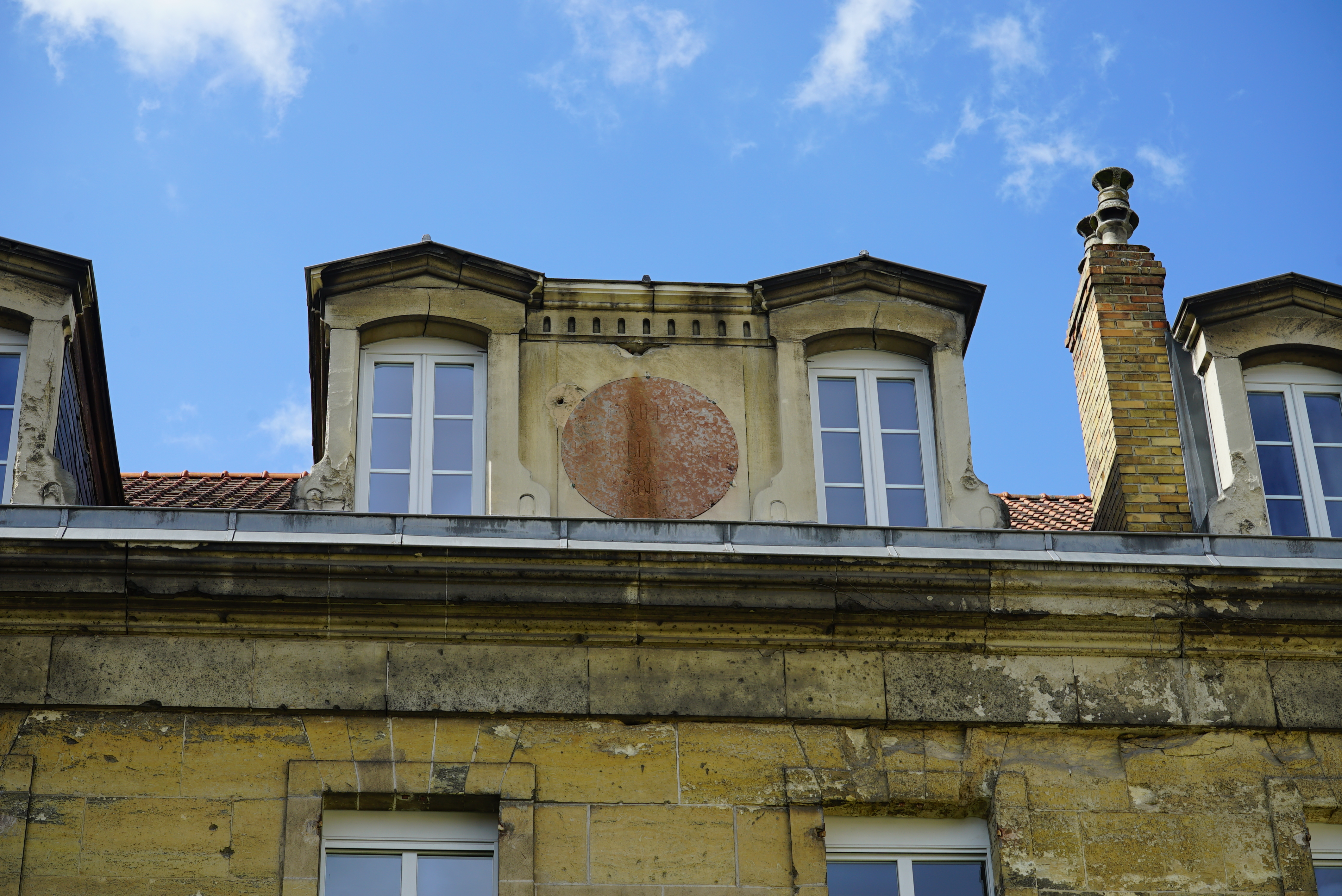
Dédicace de 1865 sur la cuisine dans la cour,
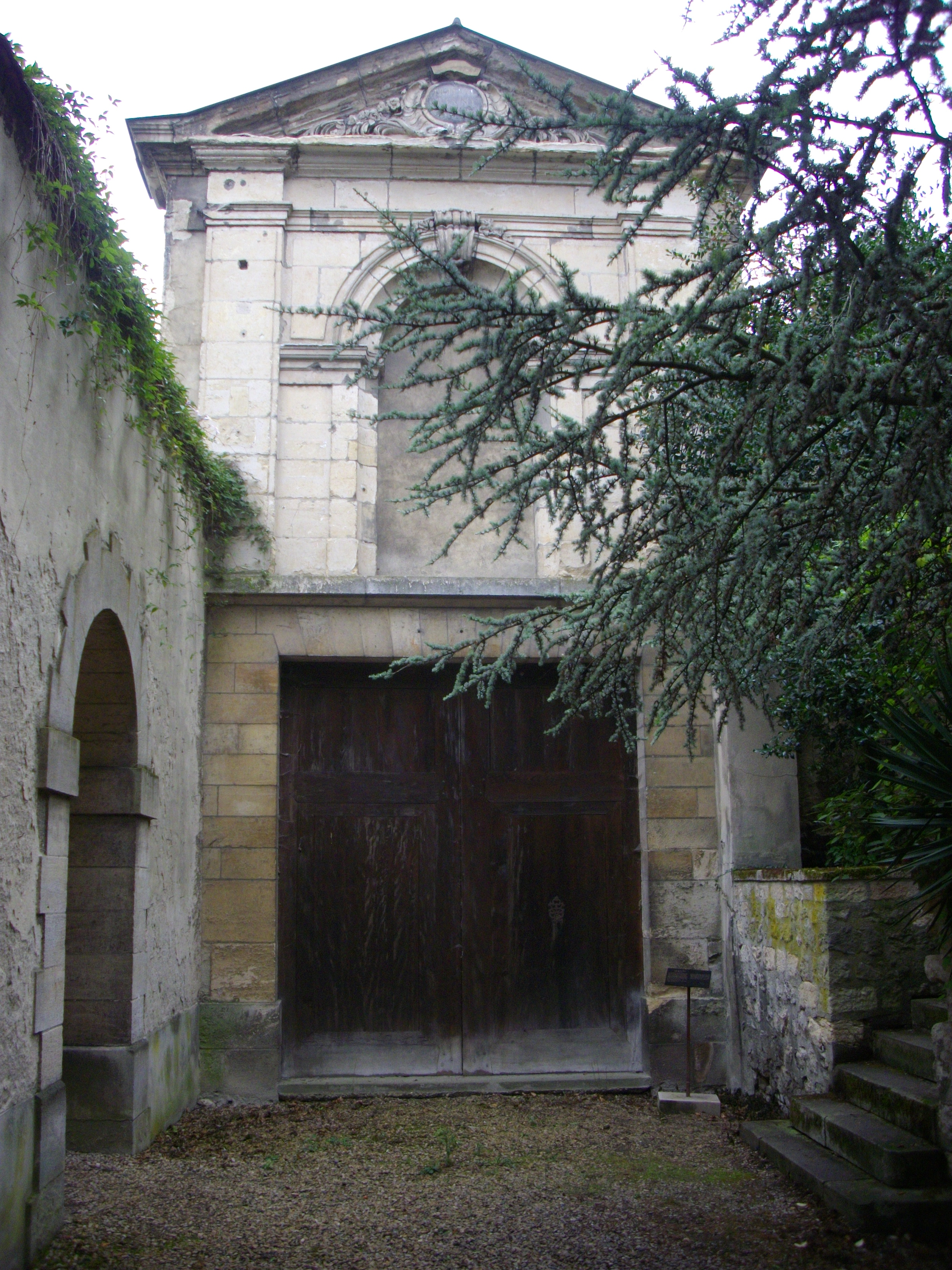
Le portail anciennement rue Chanzy,
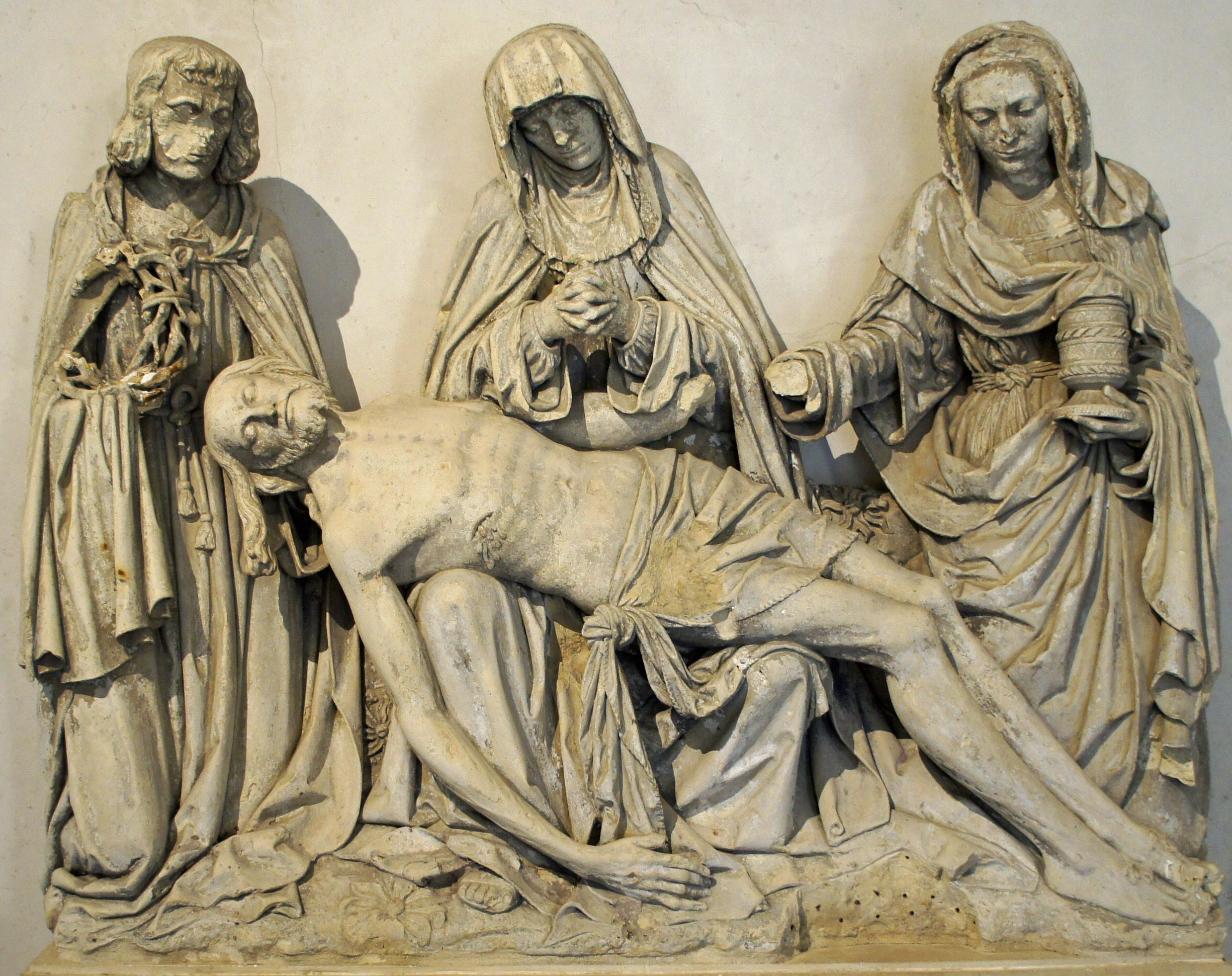
Sa pietà,
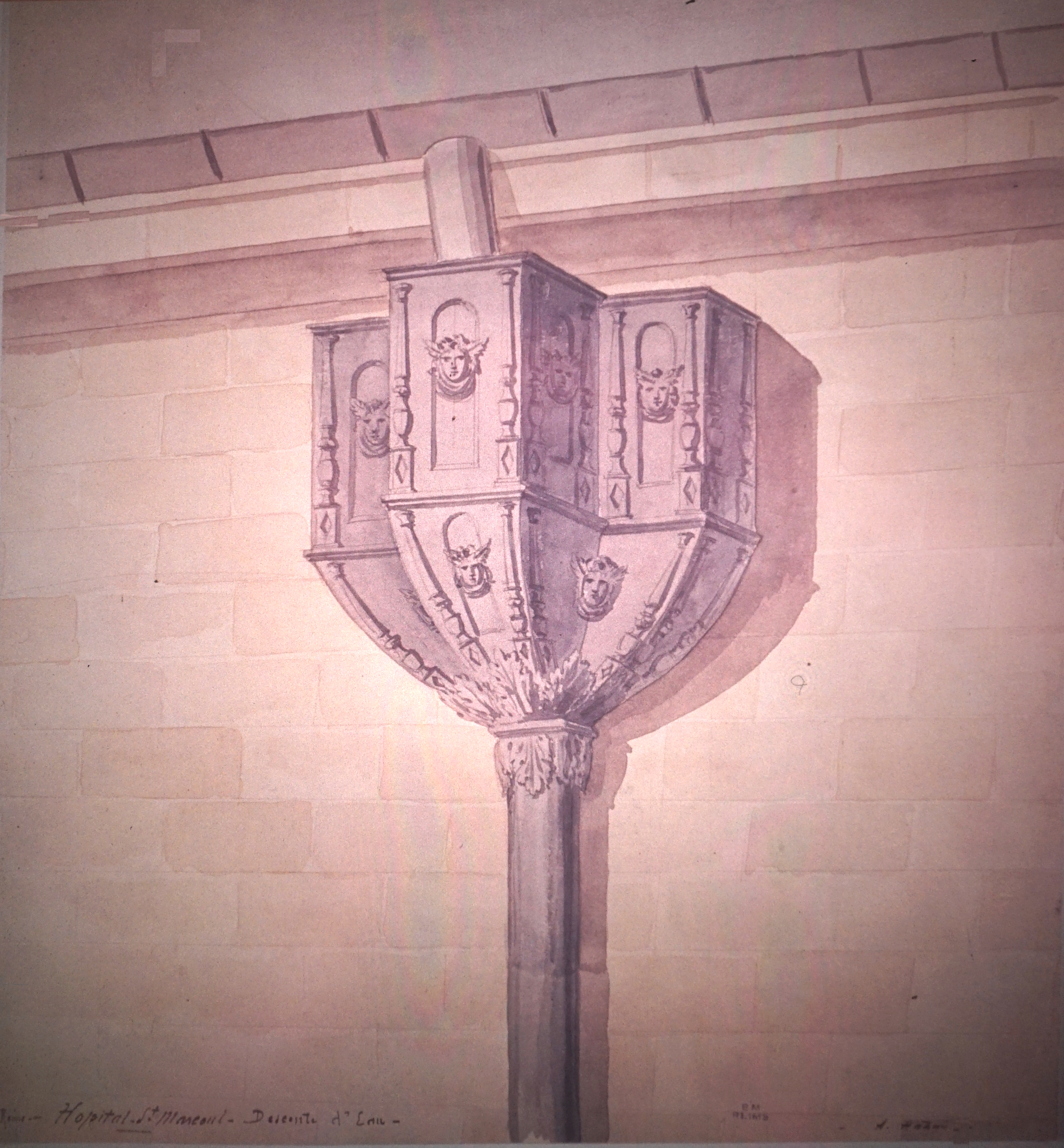
Gouttière[3] dessinée par Arthur Habran.

En 1683, il reçoit ses lettres patentes et en 1737 un bâtiment parallèle à la rue Brûlée est construit.
Lors de la Révolution, douze sœurs y officient, les malades sont tenus de travailler pour subvenir à leurs besoins ; les sœurs refusant de prêter serment,  elles sont arrêtées et leurs biens saisis. La section dite La Réunion se rassemble en 1789 dans la chapelle. Cette période est difficile pour les pensionnaires, le Directoire du District au Conseil général ne parvenant pas à trouver des infirmières même en les rémunérant, les sœurs ne l'étant pas. En plus de soins, les pensionnaires manquent de nourriture, les enfants sortent mendier. L'hôpital change de nom pour devenir l'Hôpital des scrofuleux.
Le 16 août 1902, le conseil d'administration décide de nommer l'hôpital Hospice Noël-Caqué, approuvé par décret ministériel du 1er décembre 1902. Le 20 janvier 1903, la congrégation des sœurs étant dissoute, certaines entrent comme pensionnaires à l'hospice. 
L'hôpital sort endommagé de la Grande Guerre, les malades incurables sont transférés dans l'ancien hôpital militaire, rue Prieur de la Marne et le docteur Lefort ouvre un service de maternité et de pédiatrie. Ces services sont déménagés à Maison-blanche en 1925 lors de l'ouverture des nouveaux bâtiments, d'où la fermeture de l'hospice Noël-Caqué.
Le nom de Marguerite Rousselet sera donné à la résidence pour personnes âgées construite à l'emplacement de l'ancien  hôpital militaire.

### Détails de la chapelle
En 1664, la chapelle actuelle est rebâtie en remplacement de la chapelle Sainte-Agnès, remaniée en 1696 par une donation de Pierre Hillet, embellie en 1785 en déplaçant en particulier le clocher. Elle est entièrement reconstruite par Narcisse Brunette et bénie par  Benoît Langénieux en septembre 1875. Il se trouvait dans la chapelle, provenant de l'ancienne, deux médaillons circulaires représentant saint Remi, apôtre de France, et saint Sixte, premier archevêque de Reims. 

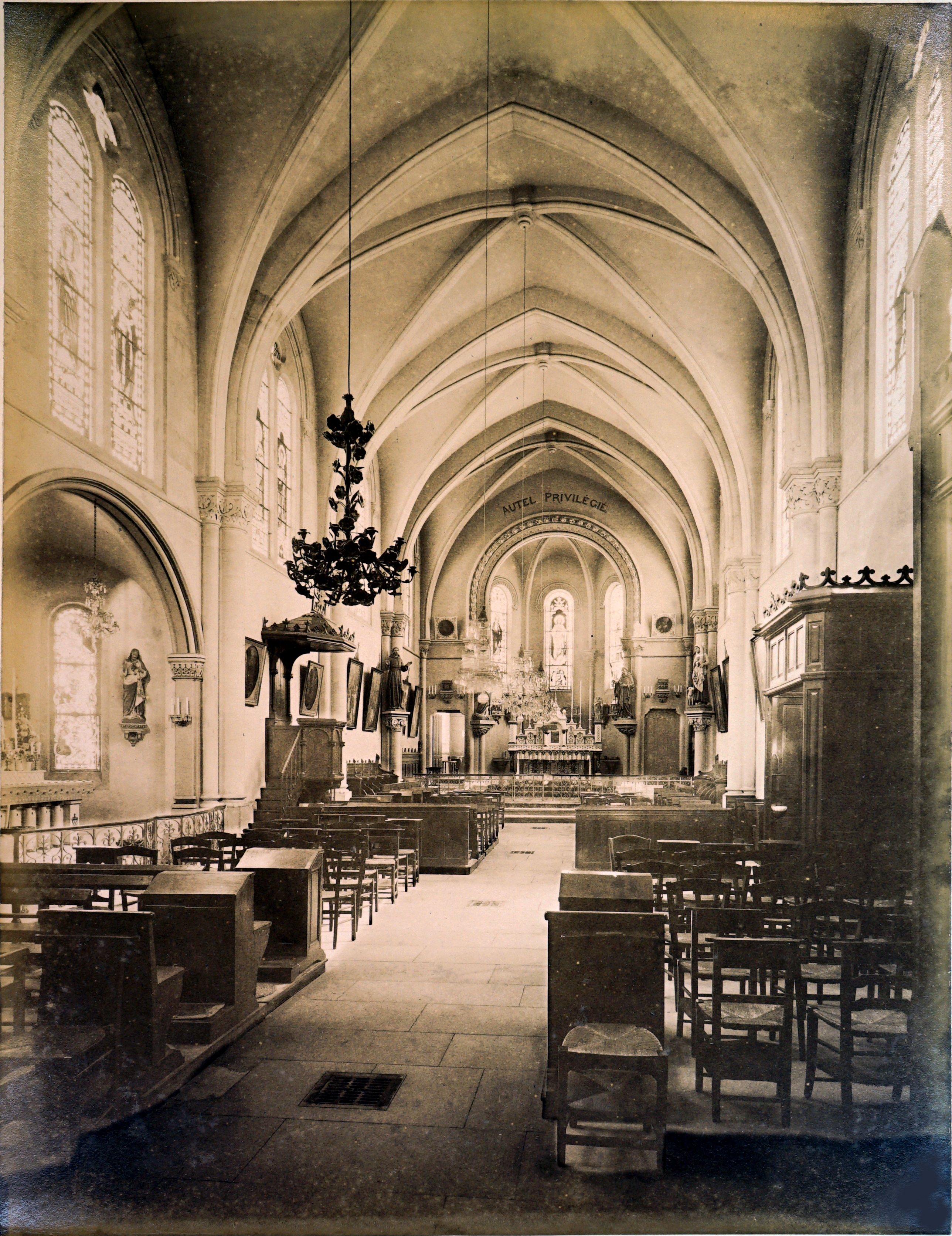
La chapelle en 1875 par Fr. Rothier, bibliothèque Carnegie (Reims),
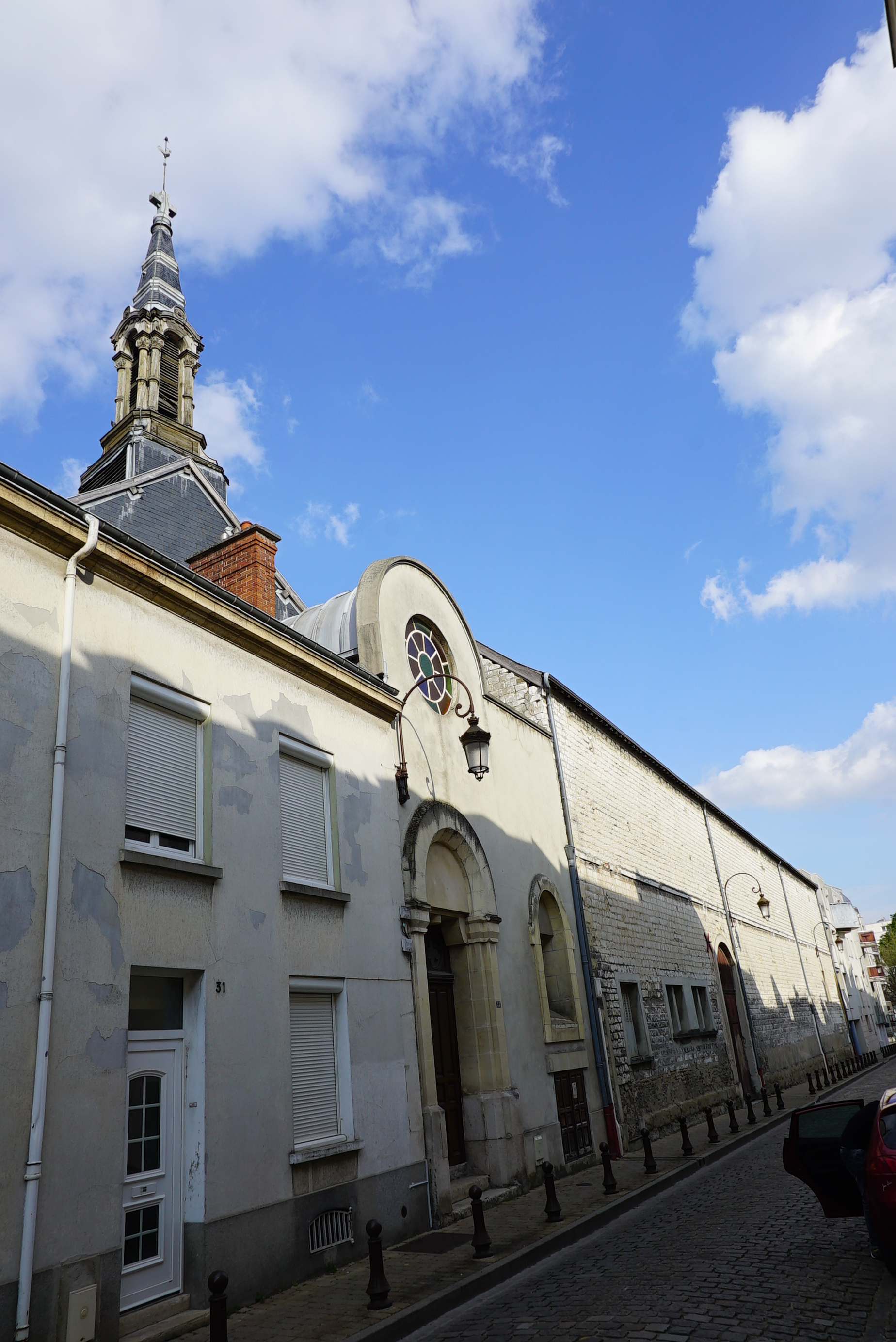
La chapelle actuellement,
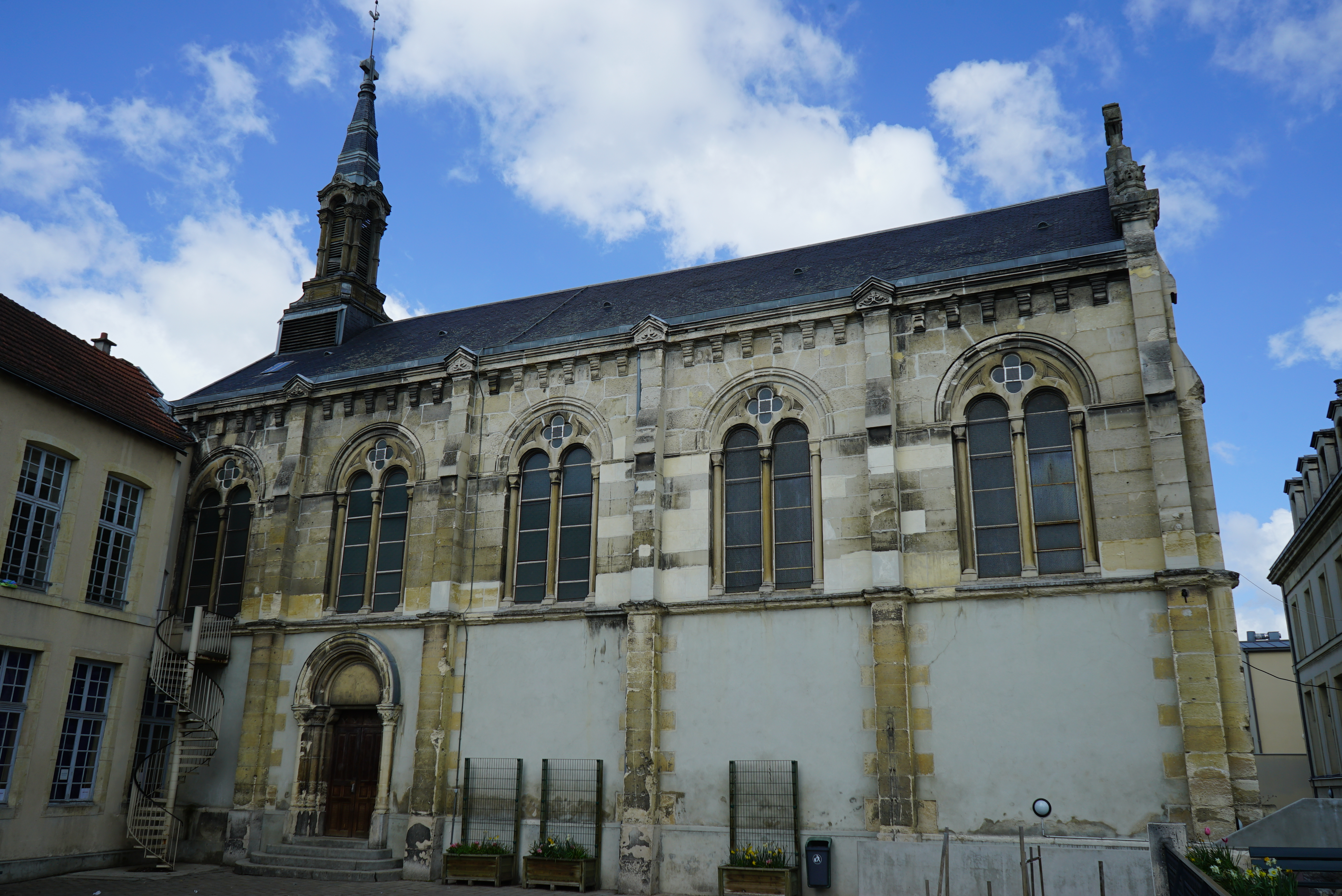
Façade sud sur cour,
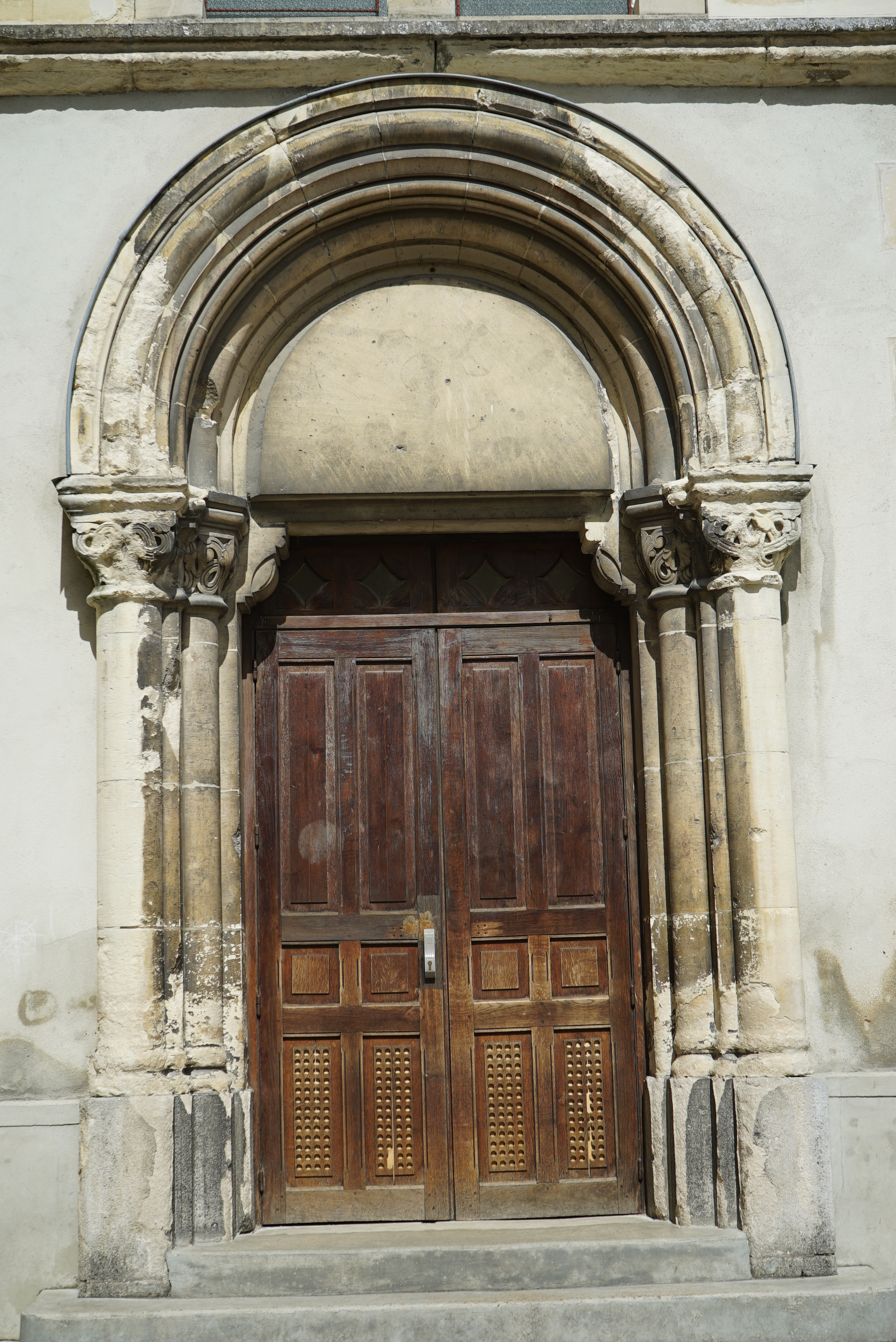
Le portail,
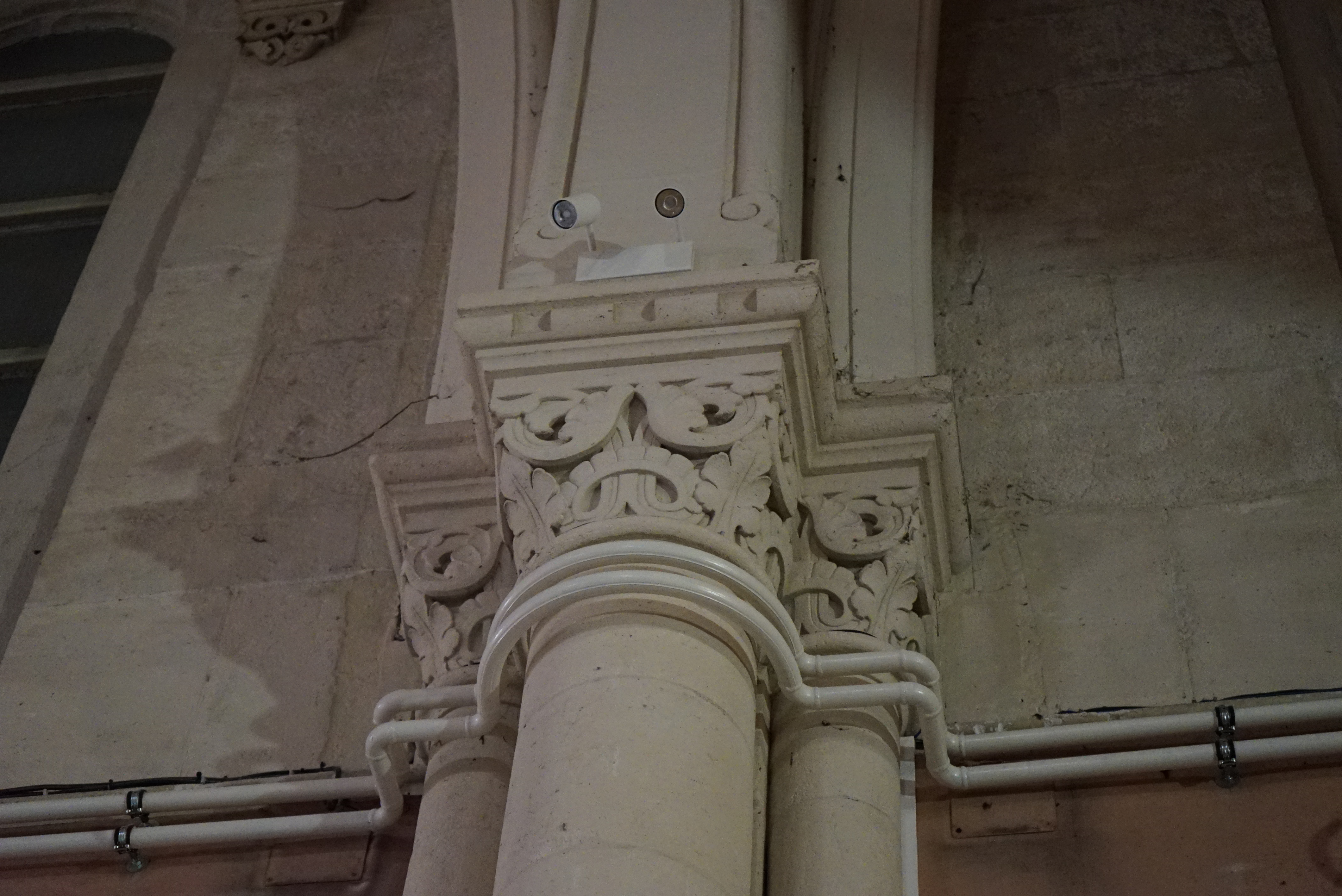
chapiteau sculpté,
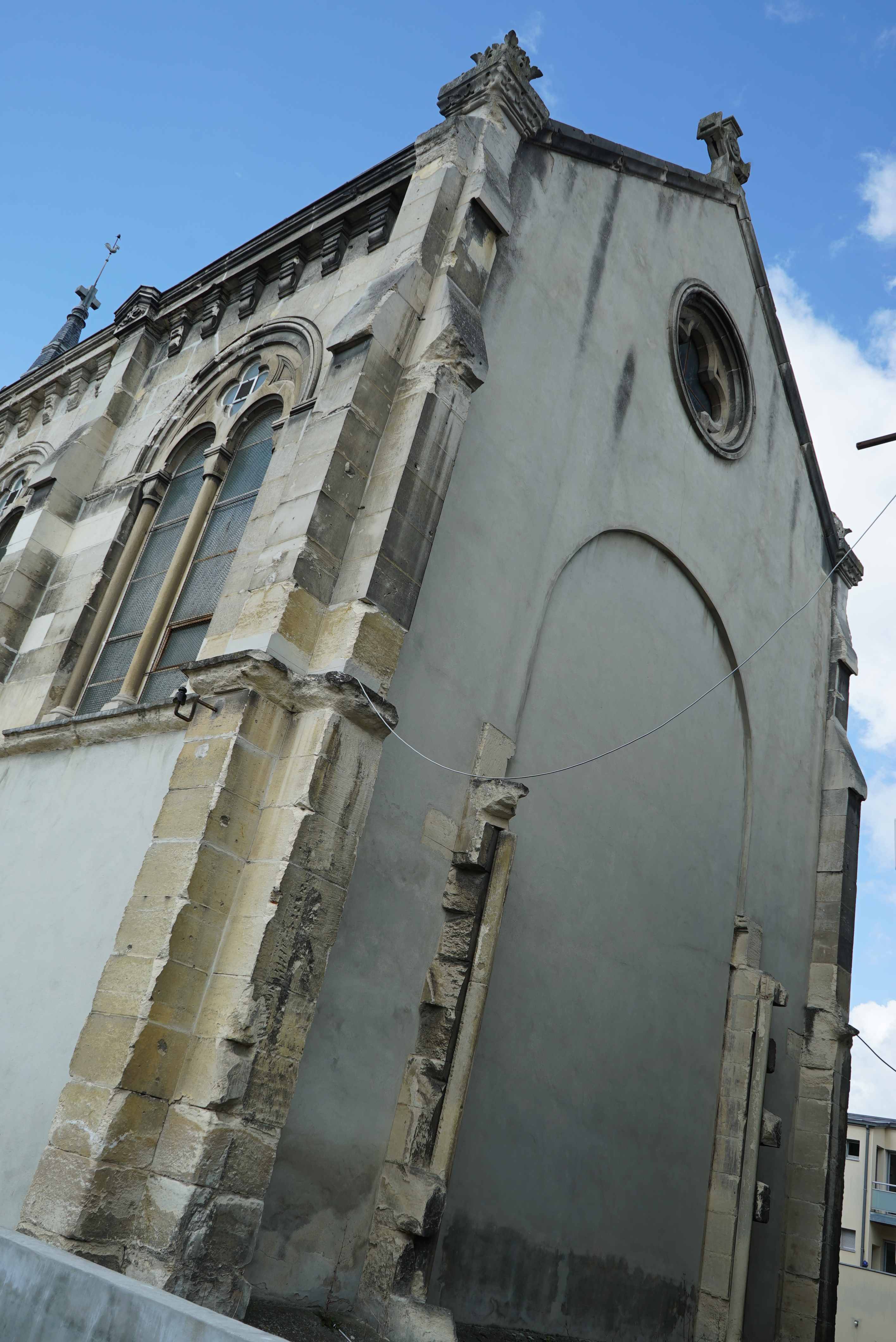
Chevet.
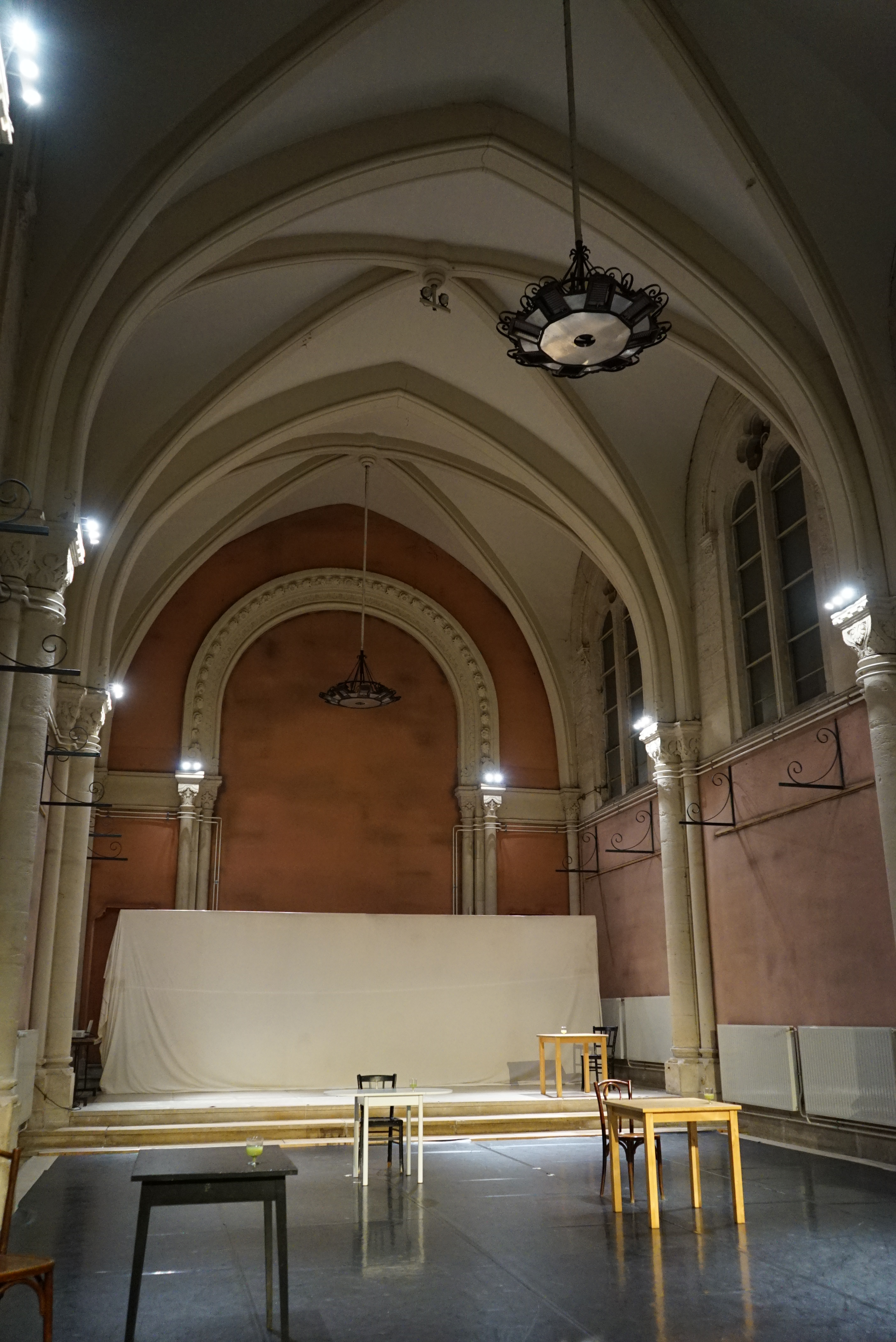
Utilisation actuelle.

Dans les années 1960, la chapelle est utilisée par la Maîtrise de la cathédrale ; les élèves y suivent la messe le mercredi après-midi. Elle devient par la suite salle municipale. Elle rouvre en 1981, après restauration. Elle est actuellement avec un chevet plat, son abside ayant disparu et sert au  Laboratoire chorégraphique de Reims .

### Soins
En plus des soins prodigués par les sœurs, l'hôpital avait un chirurgien, puis un médecin. Parmi les noms retenus on trouve : Dubois, François Picart, Jean-Baptiste Caqué, Nicolas Noël, La Fontaine ; et comme médecins : Claude Nolin, Nicolas Le Comper, Ms. de Mailly, Macquart, Didier le Camus, J-L Raussin père. Après la Grande Guerre, le docteur Marie-Louise Lefort prend la direction médicale de l'établissement.

### Indulgences
En plus d'exemptions fiscales obtenues de par l'archevêque et la Ville, le pape Alexandre VII avait octroyé des indulgences plénières pour ceux qui se faisaient enregistrer en la confrérie de Saint-Marcoul érigée en hôpital, 17 mars 1663. De même une autre fut octroyée par le pape Benoît XIV le 10 juin 1765. 

### Sacre de Charles X
Après son sacre à Reims, le roi Charles X vient, le 31 mai 1825, en l'hôpital toucher 150 malades qui avaient été regroupés en la salle Sainte-Agnès. Charles Cerf (d)  rapporte, dans un rapport signé de la supérieure et du chapelain, la guérison de cinq malades à la suite de ce toucher.

### Usage actuel
Il est utilisé par un projet artistique de résidences pour danseurs par le Laboratoire chorégraphique.

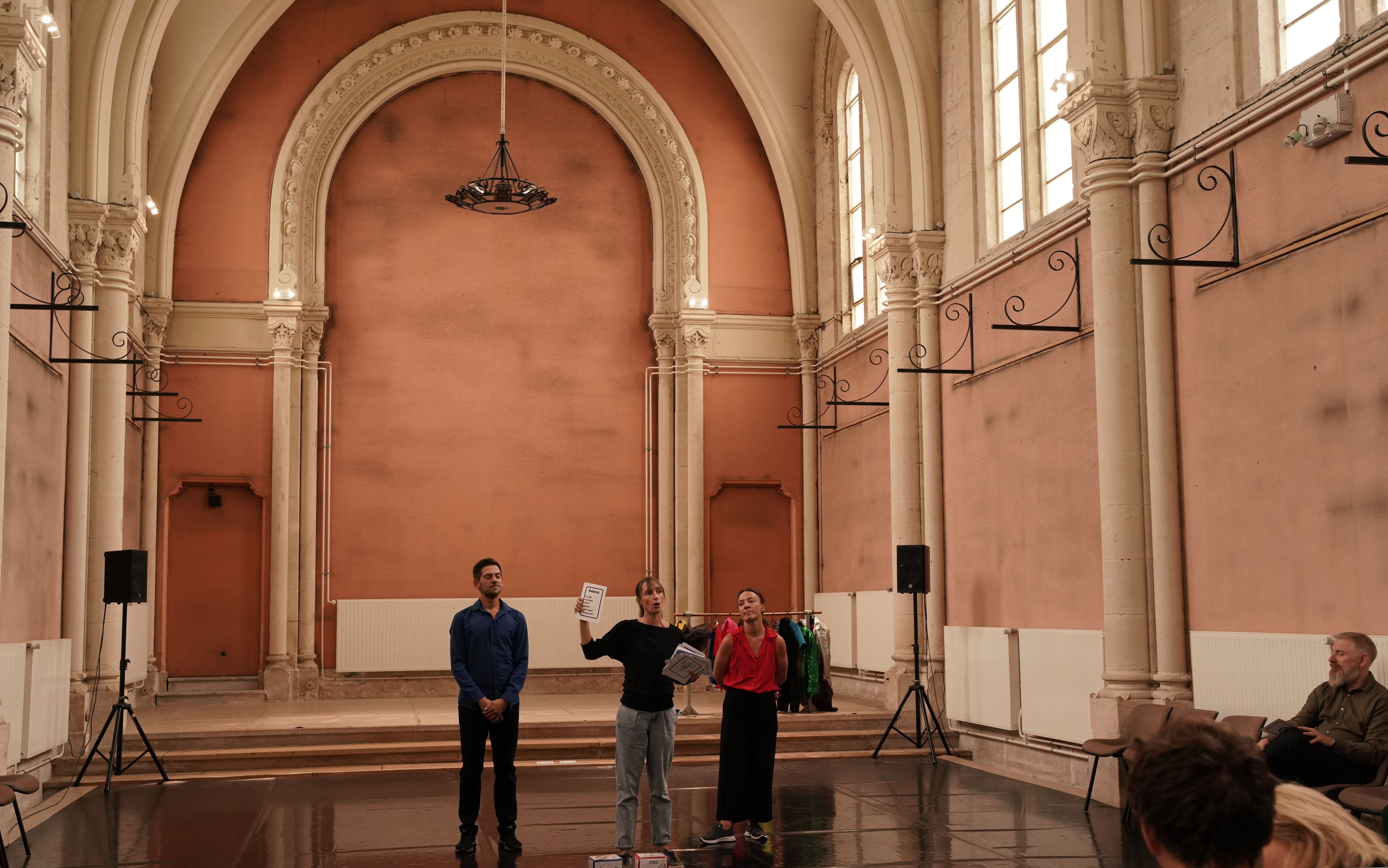
En 2022,
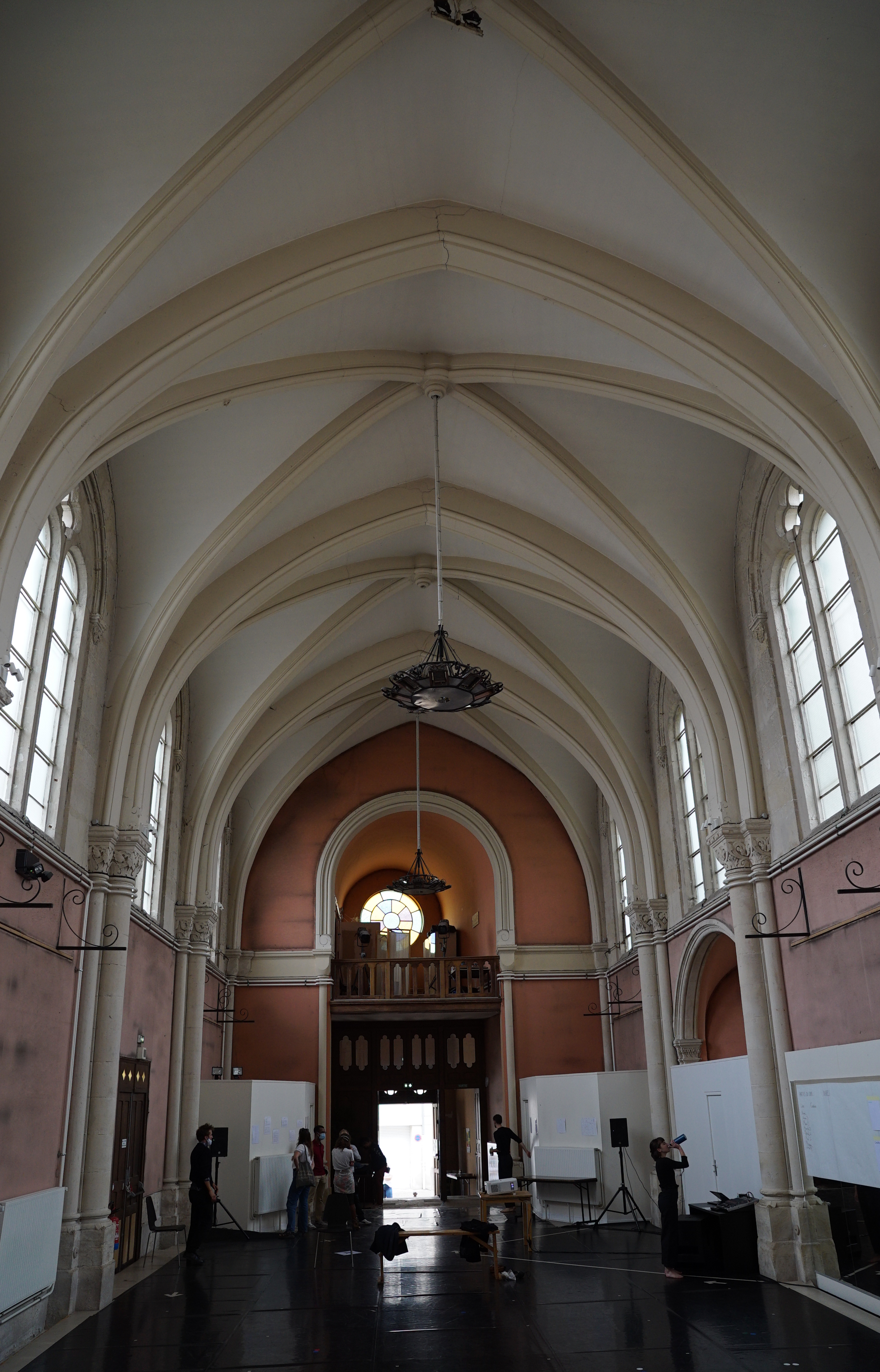
en 2020,
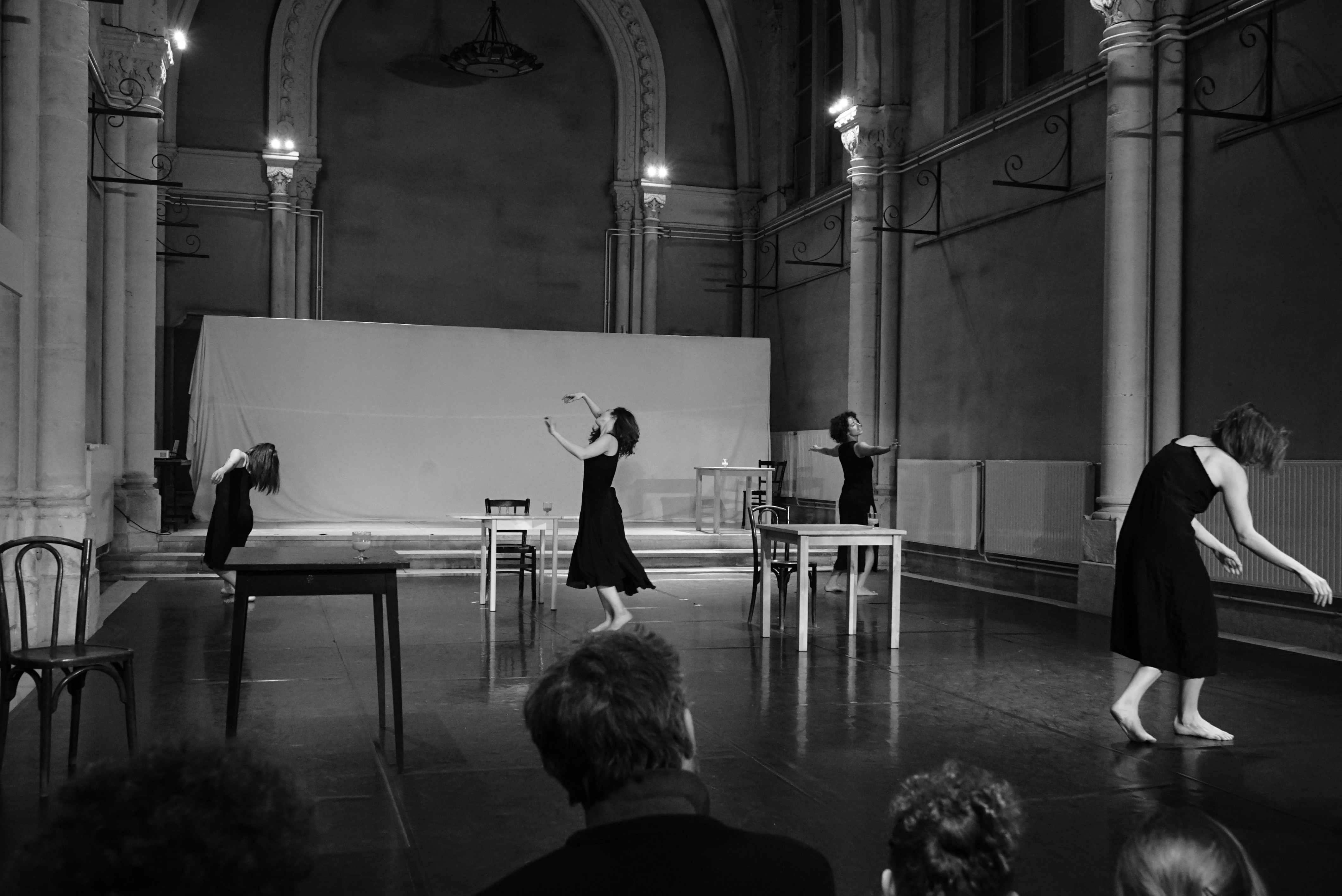
en 2019.
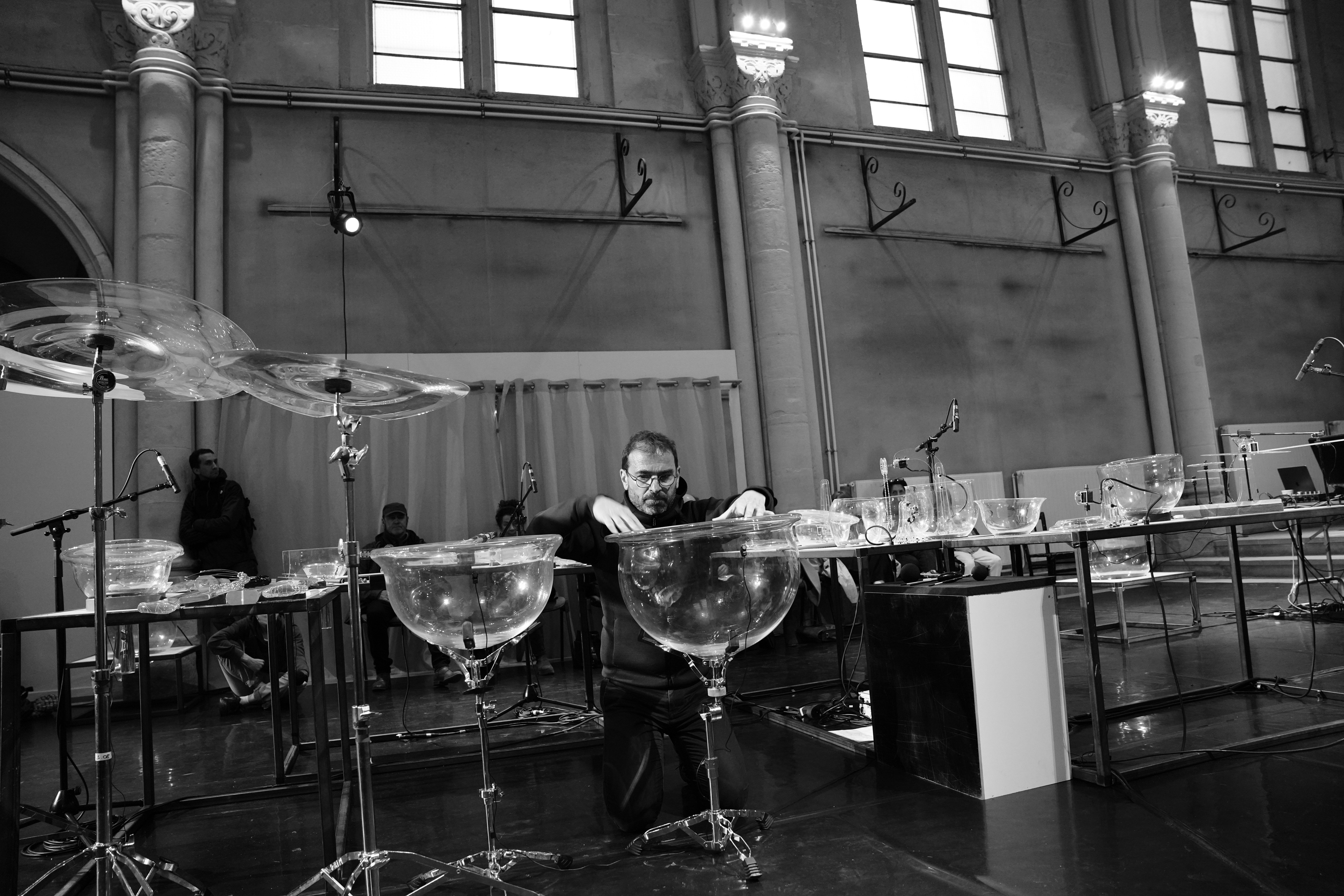
Musique avec Philippe Floch.